# Glasögontjärnarna, Ångermanland
Glasögontjärnarna är en sjö i Örnsköldsviks kommun i Ångermanland och ingår i Moälvens huvudavrinningsområde.